# Timok
Timok (łac. Timacus, serb. i bułg. Тимок) – rzeka we wschodniej Serbii i północno-zachodniej Bułgarii, prawy dopływ Dunaju. Długość – 203 km (ostatnie 15 km stanowi granicę serbsko-bułgarską), powierzchnia zlewni – 4630 km², średni przepływ u ujścia – 24 m³/s.
Za początek Timoku uznaje się źródło rzeki Svrljiški Timok (Сврљишки Тимок) koło wsi Šesti Gabar na północnych zboczach pasma górskiego Svrljiške plato. Rzeka płynie na zachód, potem na północ i po 64 km koło miasta Knjaževac łączy się z Trgoviškim Timokiem, spływającym z zachodnich zboczy Starej Płaniny, tworząc Biały Timok. Biały Timok płynie na północ obniżeniem między pasmami górskimi Tupižnica w Górach Wschodnioserbskich i Babin Nos w zachodniej Starej Płaninie. Po 51 km, koło miasta Zaječar, Biały Timok łączy się z Czarnym Timokiem, tworząc właściwy Timok, zwany też „Wielkim” (Veliki Timok). Ten odcinek rzeki liczy 88 km, przy czym ostatnie 15 km przed ujściem stanowi granicę serbsko-bułgarską. Timok uchodzi do Dunaju koło bułgarskiej wsi Wryw. Ujście Timoku to najniższy punkt Serbii – 28 m n.p.m. – a jednocześnie najdalej na północ wysunięty punkt Bułgarii.
Timok ma rozbudowaną sieć dopływów, z których wiele nosi nazwę „Timok” z dodatkowym określeniem miejscowym. Największe dopływy Timoku to Grliška reka (Грлишка река), Lubnička reka (Лубничка река), Crna reka (Црна река), Salaška reka (Салашка река), Sikolska reka (Сиколска река), Čubarska reka (Чубарска река), Trgoviški Timok, Czarny Timok
Doliną Timoku biegnie linia kolejowa z Niszu do portu rzecznego w Prahovie koło Negotina. Środkowym odcinkiem doliny Timoku biegnie również droga z Knjaževaca do Zaječaru. W basenie Timoku, koło wsi Kalna, znajdują się jedyne znane złoża rud uranu w Serbii, dotychczas nie eksploatowane. Timok w dolnym biegu jest silnie zanieczyszczony ołowiem, miedzią i kadmem przez kopalnie i huty miedzi w mieście Bor.